# Квеши (Горийский муниципалитет)
Квеши (груз. ქვეში) — село в Грузии, на территории Горийского муниципалитета края (мхаре) Шида-Картли.

## География
Село находится в центральной части Грузии, на расстоянии приблизительно 15 километров (по прямой) к северу от города Гори, административного центра муниципалитета. Абсолютная высота — 795 метров над уровнем моря.

## Население
По результатам официальной переписи населения 2014 года в Квеши проживало 950 человек (464 мужчины и 486 женщин). В национальной структуре населения грузины составляли 99,3 %, осетины — 0,5 %, армяне — 0,2 %.
| Год  | Население, человек |
| ---- | ------------------ |
| 2002 | 1170               |
| 2014 | ↘ 950              |